# Hardivillers-en-Vexin
Hardivillers-en-Vexin era una comuna francesa que estaba situada en el departamento de Oise, de la región de Alta Francia que el 1 de enero de 2019 pasó a formar parte de la comuna nueva de La Corne-en-Vexin como comuna delegada.

## Historia
En 1825 pasó a formar parte de la comuna de Énencourt-le-Sec y en 1833 fue reconstituida a partir de sus antiguos territorios.

## Demografía
| Gráfica de evolución demográfica de Hardivillers-en-Vexin entre 1800 y 2016 |
|                                                                             |

Los datos demográficos contemplados en este gráfico de la comuna de Hardivillers-en-Vexin se han cogido de 1800 a 1999 de la página francesa EHESS/Cassini, y los demás datos de la página del INSEE.